# 起司堡
起司堡（英語：Cheeseburger）是指夾有乾酪的漢堡，通常是將一般乾酪切成片狀並放在漢堡排上方而成；不過起司漢堡也可以藉由添加不同菜色或者在組合方式上做出改變，例如常常便會另外加上生菜、番茄、洋蔥、酸黃瓜（Pickled cucumber）、芥末醬、蛋黃醬、番茄醬或者是鹽和黑胡椒等。通常切成片狀的乾酪夾在剛出爐經過烹調的漢堡排後夾入，在遇到漢堡排的肉後乾酪往往會遇熱而融化，有時候也會使用磨碎過後的乾酪。
一般速食餐廳中普遍使用的是加工乾酪，但也有些起司堡則使用如切達起司、瑞士乾酪、馬蘇里拉起司、藍乾酪、辣傑克起司（Pepper jack cheese）等食材，另外為了配合宗教上的要求也有時候會改使用仿真起司。
依據所使用的乾酪種類或者數量不同可能讓漢堡本身的營養價值有所改變，例如1片切達起司的營養成分可以讓起司堡增加95卡路里的熱量以及4.5克的飽和脂肪。而以一個麥當勞所販售的起司堡來說，大約有20％以上的卡路里、33%的脂肪以及25%以上的蛋白質。一些大型的連鎖速食店有時則會將起司堡另外取名以區分品牌形象，例如連鎖店漢堡王便將起司堡命名為「華堡」進行販售。起司堡在以美國為首的速食餐廳內普遍獲得一定程度的好評，並且許多餐館將其作為平時主餐或者菜單的菜色之一，並常常搭配馬鈴薯條、煎蛋或者沙拉食用。包含不同變種在內起司堡已經是連鎖速食店中最為流行漢堡商品，其中在2009年時在美國便有將近13億美元的收入。

## 歷史

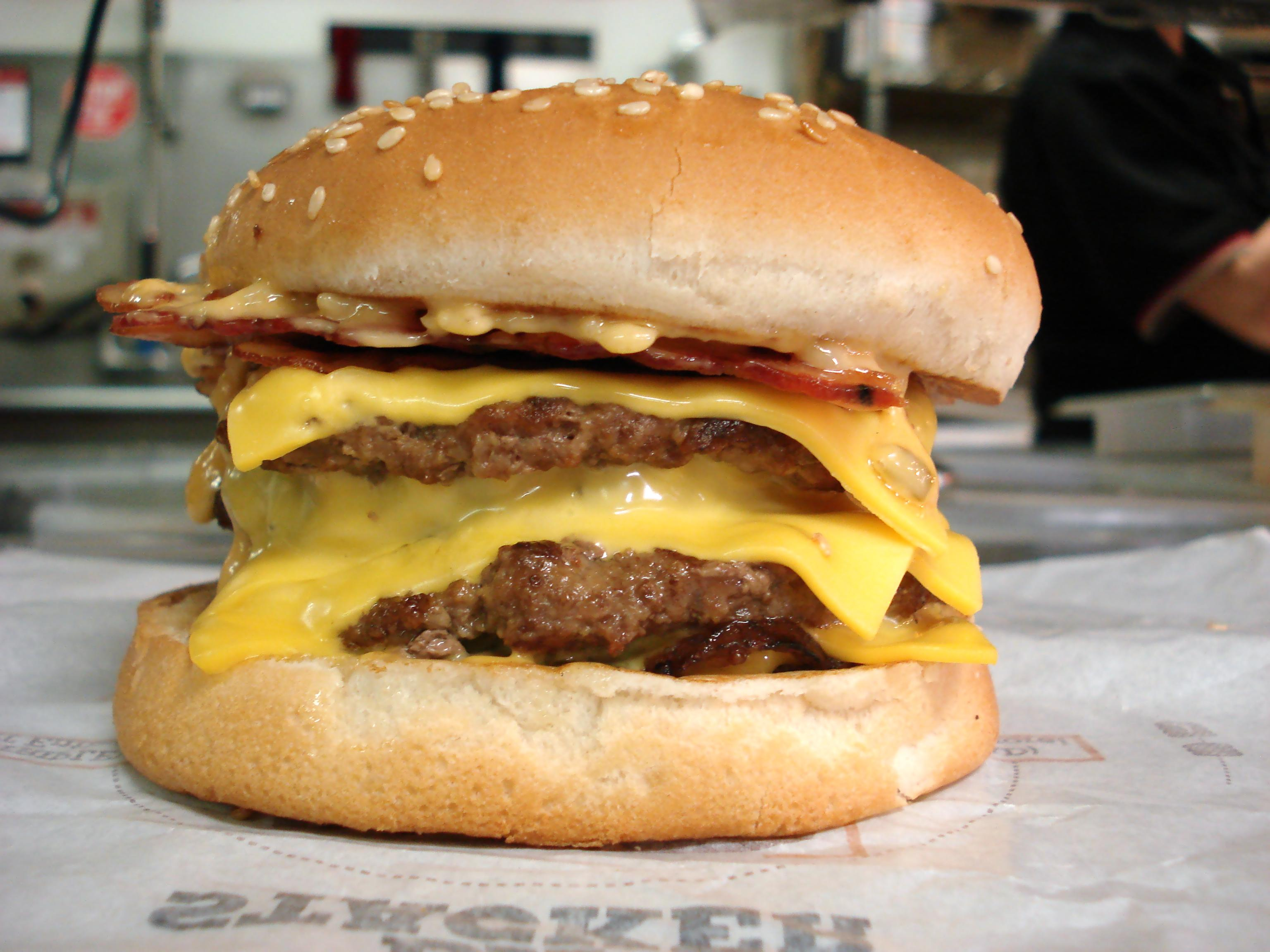
漢堡王特別推出的給顧客的起司堡BK犇牛肉堡（BK Stacker），在裡面包含有4片漢堡排、4片乾酪以及8片燻肉，另外還加上口味接近千島醬的特殊醬料。

「起司堡」（Cheeseburger）這一字本身的稱呼，源自於「起司」（Cheese）以及主要食材「漢堡」（Hamburger）所組成的混成詞。大約在1920年代到1930年代開始起司堡開始在美國社會上大受歡迎，不過各家競爭業者對於誰發明了第一個起司堡仍然有不同的說法。在這之中又以萊昂納爾·施特恩貝格爾（Lionel Sternberger）在1926年時在他父親於加利福尼亞州帕薩迪納所開設的三文治店The Rite Spot中發明起司堡的說法最為廣傳，其中施特恩貝格爾嘗試性地將美國乾酪放在於鐵板燒烤過後的漢堡排上，而新製成的漢堡菜色成功獲得當地顧客的歡迎。而當施特恩貝格爾漁1964年逝世時，美國《時代》於同年2月7日所發行的刊物中提到有關起司堡發明的緣起：
|                              | 當他正在幫助父親於加利福尼亞州帕薩迪納開設的三明治店時，16歲飢餓的他嘗試在烤熟的漢堡排上再加上一片乾酪，從而發明了起司堡…… |
| ——1964年2月7日發行的《時代》 | |

其他不同說法還有如在洛杉磯開設的奧戴爾（O'Dell）餐廳中則表示在1928年的菜單上便出現有價格25美分、塗上辣椒的起司堡，而肯塔基州路易維爾的凱林的餐廳（Kaelin's Restaurant）則說自己於1934年發明第一個起司堡。另外1935年時位於科羅拉多州丹佛的一家得來速餐廳將「Cheeseburger」註冊成為商品商標，而連鎖店Steak 'n Shake的創始人也曾經在1930年代時也申請將「Cheeseburger」成為自己的商標。
1937年，美國連鎖速食店大胃王餐廳（Big Boy Restaurants）在自家菜單中想出雙層起司堡的構想，在每一層中都夾有牛肉、一片乾酪和一些蔬菜。到1968年，已經成為美國國內最大連鎖速食店的麥當勞則仿效大胃王餐廳的做法另外設計出大麥克漢堡，並於1975年另外推出了足三兩。而在1977年推出的快樂兒童餐中也包含了起司堡，這使得起司堡很快便隨著麥當勞餐飲企業的大規模擴展而傳播到世界各地。其他速食店則如漢堡王推出自己的起司堡華堡，連鎖店溫蒂漢堡也於美國推出自家產品Baconator，哈迪斯等連鎖店於1980年代開始在菜單上加上起司堡。

## 食物

### 主要食材
儘管依照各地區的不同起司堡在細節部分有所差異，但絕大多數為由絞牛肉餅、乾酪、調味料以及漢堡圓麵包組合的模式而無多大變化，且多是強調以烹調漢堡排的熱度來讓乾酪融化；另外根據店家的安排通常會加上煙肉、鱷梨做成的酪梨醬、乾煎（Sautéing）蕈類、洋蔥切片、生菜、奶酪醬與香辣肉醬等，或者比較少見的配料還有炒蛋、菲達起司、莎莎醬、墨西哥辣椒或其他種類的辣椒、鯷魚、火腿切片、芥末醬、烤肉醬、千島醬、博洛尼亚香肠（Bologna sausage）、希臘旋轉烤肉、辣根、德國酸菜、烟熏肉（Pastrami）或照燒牛肉、塔塔醬、馬鈴薯條、洋蔥圈（Onion ring）、洋芋片、奶油、鳳梨或者是豆腐。另外一個起司堡也有可能包含著一個以上的牛肉漢堡排或者是切片乾酪，其中分別依照漢堡排的數量將加入2個漢堡排的稱作「雙層起司堡」、3個漢堡排稱作「三層起司堡」以及4個漢堡排的稱作「四層起司堡」。另外也可以將與乾酪搭配的漢堡排改以煙肉取代，這時又常常會將此稱為「培根起司堡」。而在有些時候如果使用梳士巴利漢堡扒來取代漢堡排的角色時，則會將其命名為「烤肉起司堡」。而有關各個起司堡本身的營養程度，則主要取決於漢堡中所包含的食材不同而有所變化。

### 各地變化

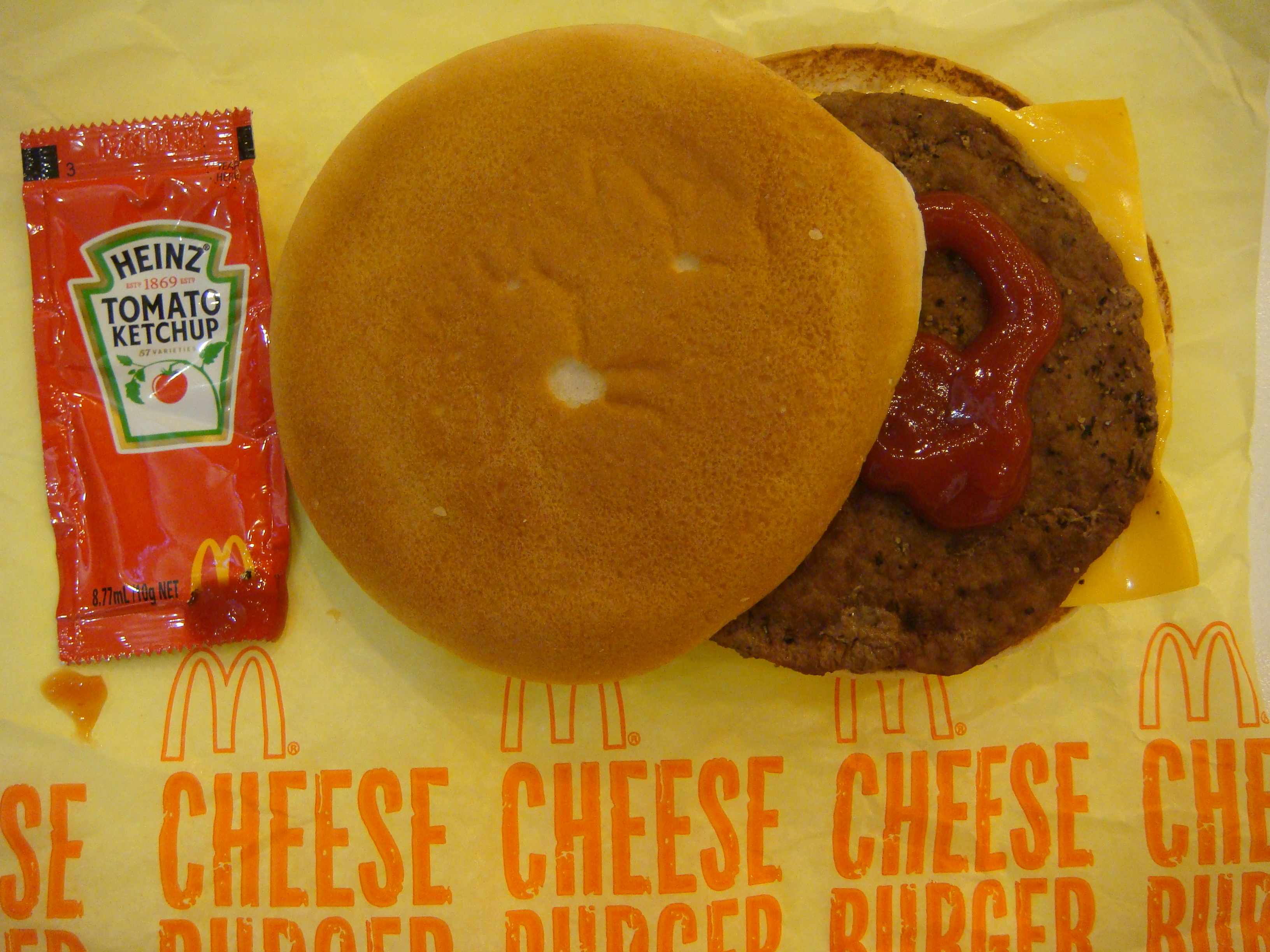
菲律賓一家麥當勞所推出的起司堡。

起司堡在世界各地有不同做法，瓜地馬拉發展出獨特口味的起司堡並稱其為「托里托」（Torito），其常見的食用材料包括有牛肉製成的漢堡排、蛋黃醬、芥末醬、番茄醬、蛋黃醬、加工奶酪、炒雞蛋、培根、生菜、番茄、洋蔥、酸黃瓜與火腿等。另外在作為早餐搭配時，往往也會伴隨著薯條食用。在明尼蘇達州明尼亞波利斯則發明起司流心漢堡，將漢堡排內夾入乾酪，並且在烹調時以高熱將其融化以便食用，之後這般烹調手法很快便流傳於各地。另外一種知名的作法則是取名為路德·范德魯斯的路德漢堡，改以蜜糖甜甜圈取代原本漢堡麵包的作法。其他還有像強調以安格斯牛牛肉製成的安格斯漢堡（Angus burger），以及連鎖速食店漢堡王所特別推出的BK犇牛肉堡（BK Stacker）等等。另外起司堡在美國社會中，也是垃圾綜合盤（Garbage plate）的主要食材之一。
由絞牛肉與乾酪所製成的起司堡並不符合猶太教的規範，原因在於猶太教教規中禁止將肉類與奶類製品一同烹調且食用，而包括在《哈拉卡》、《出埃及記》還是《申命記》之中都有提到這類禁止觀點。但在麥當勞開始在以色列耶路撒冷等地開放加盟連鎖並開始販售起司堡後，當地社會對於起司堡的做法便認為有所爭議，為此麥當勞另外同時於以色列開設專門給猶太人的店面繼續以作為因應。另外紐約一家猶太餐館有鑑於起司堡所引起的宗教爭議，另外改嘗試以以大豆製成的模擬乾酪來取代於原本的乾酪，另外發明了「猶太式起司堡」提供顧客享用。

## 圖庫

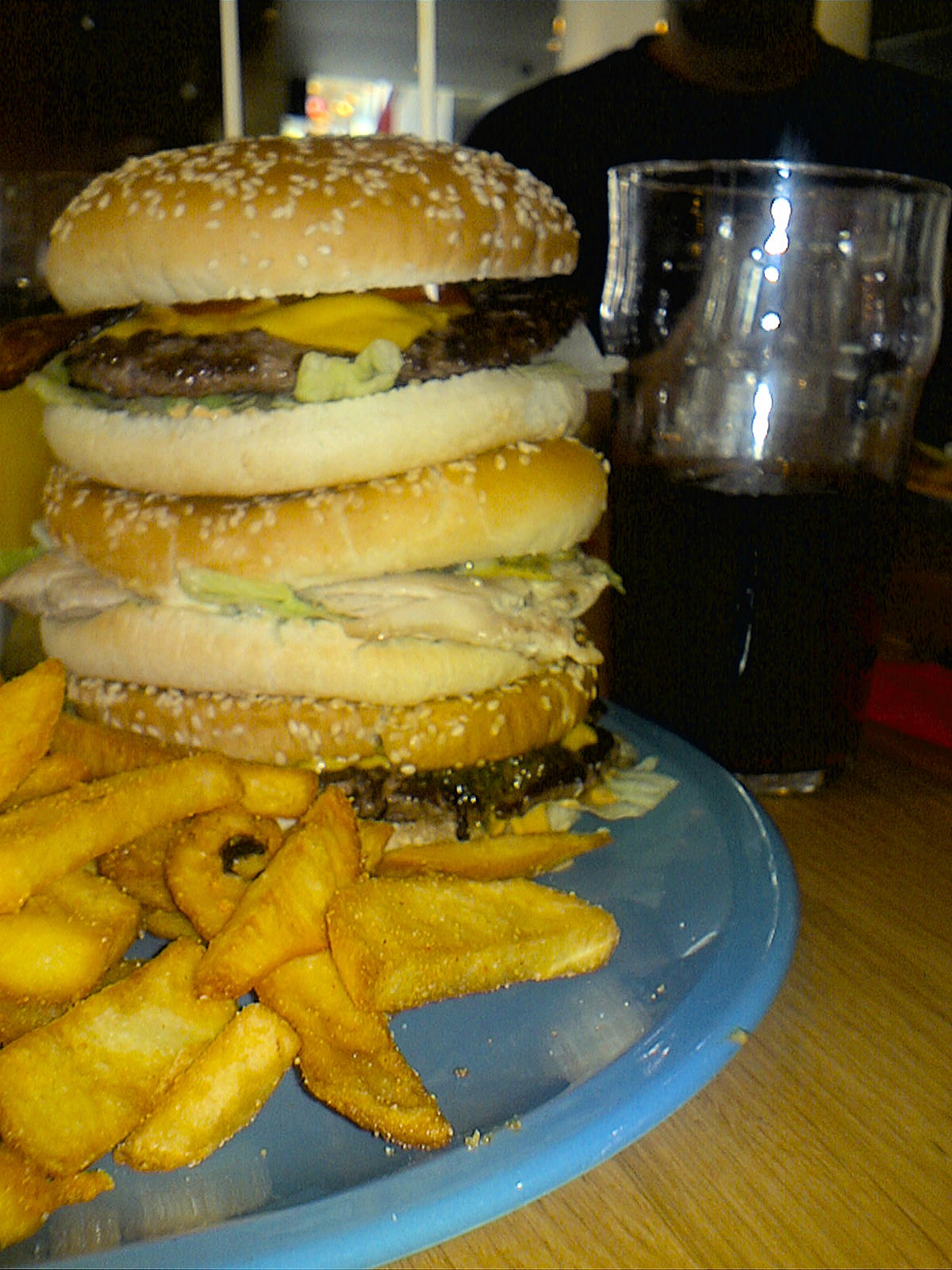
一個巨大的起司堡搭配馬鈴薯條，一旁的飲料則為可樂。
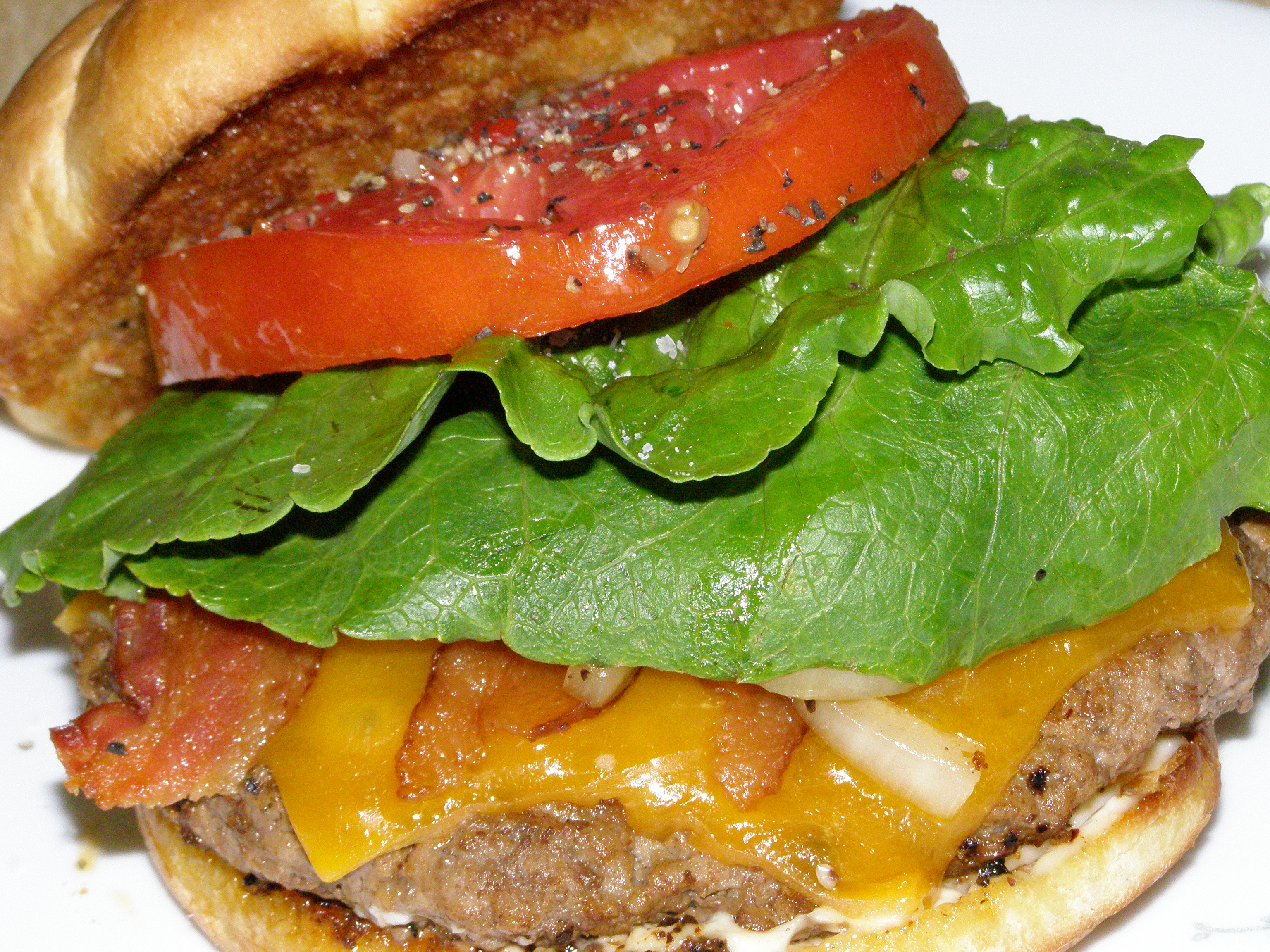
一個培根起司堡，裡面包含有燻肉、洋蔥、生菜和番茄。
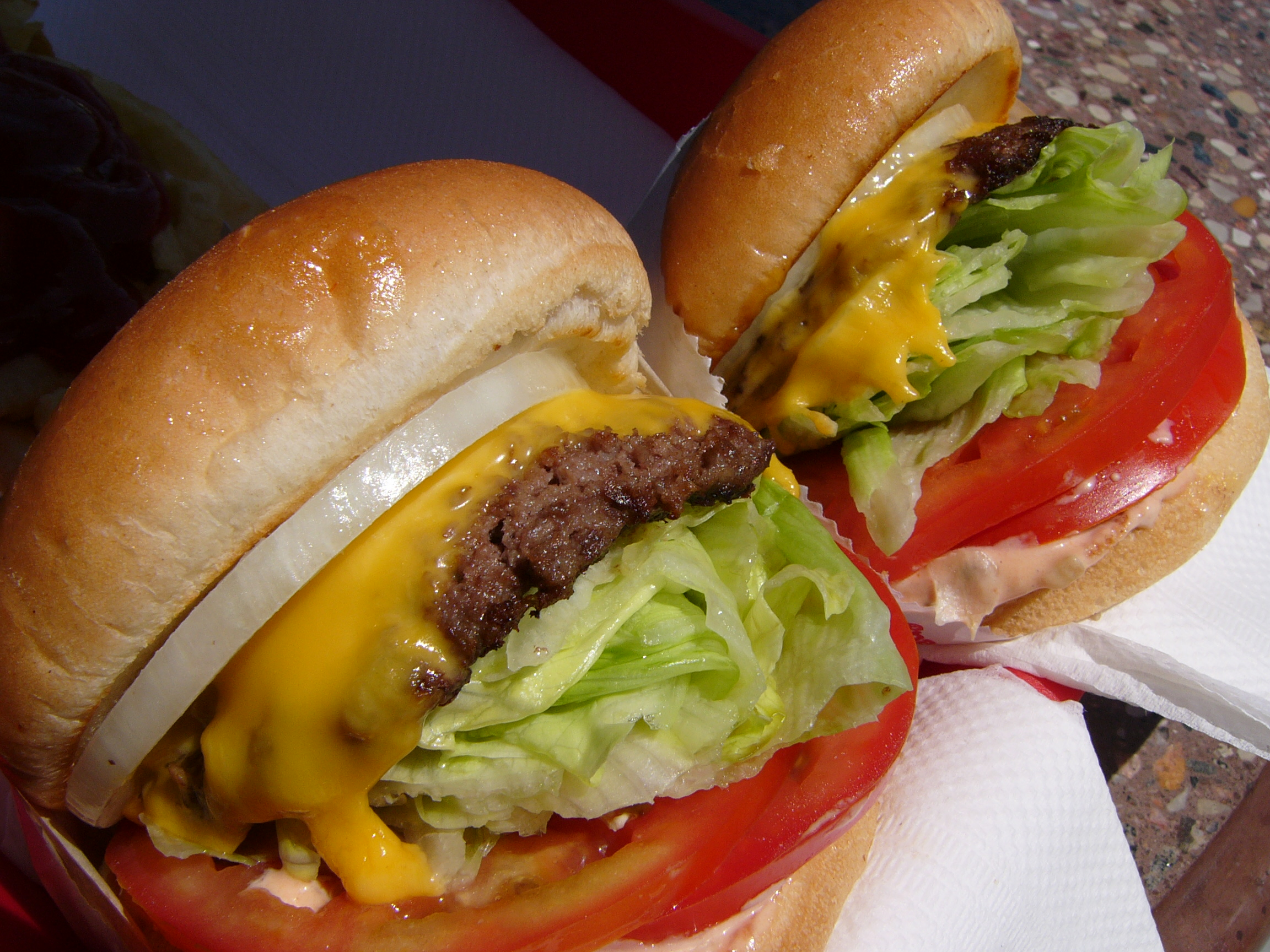
兩個In-N-Out漢堡所販賣的典型起司堡，只要再搭配馬鈴薯條和軟性飲料便能成為美國常見的速食餐點。
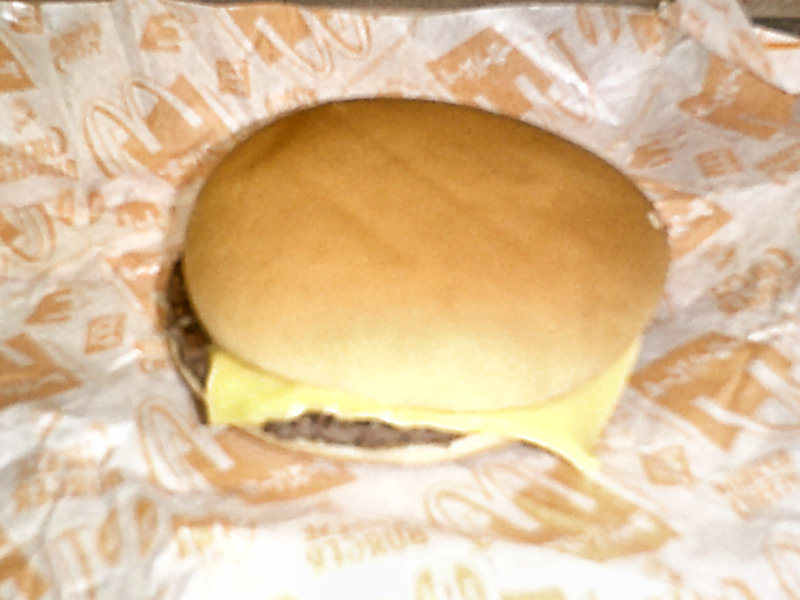
一家麥當勞的起司堡，底下為包裝用的黃油紙。
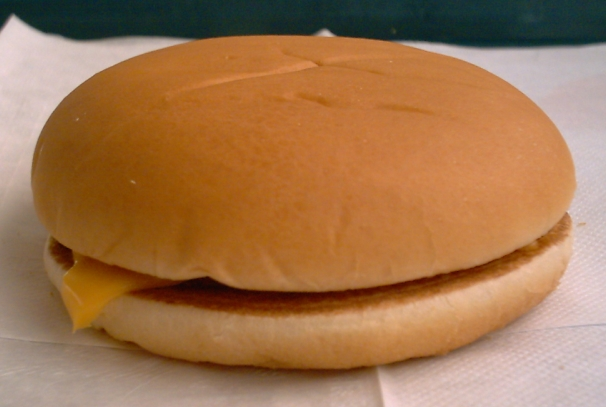
日本一家麥當勞推出的起司堡。
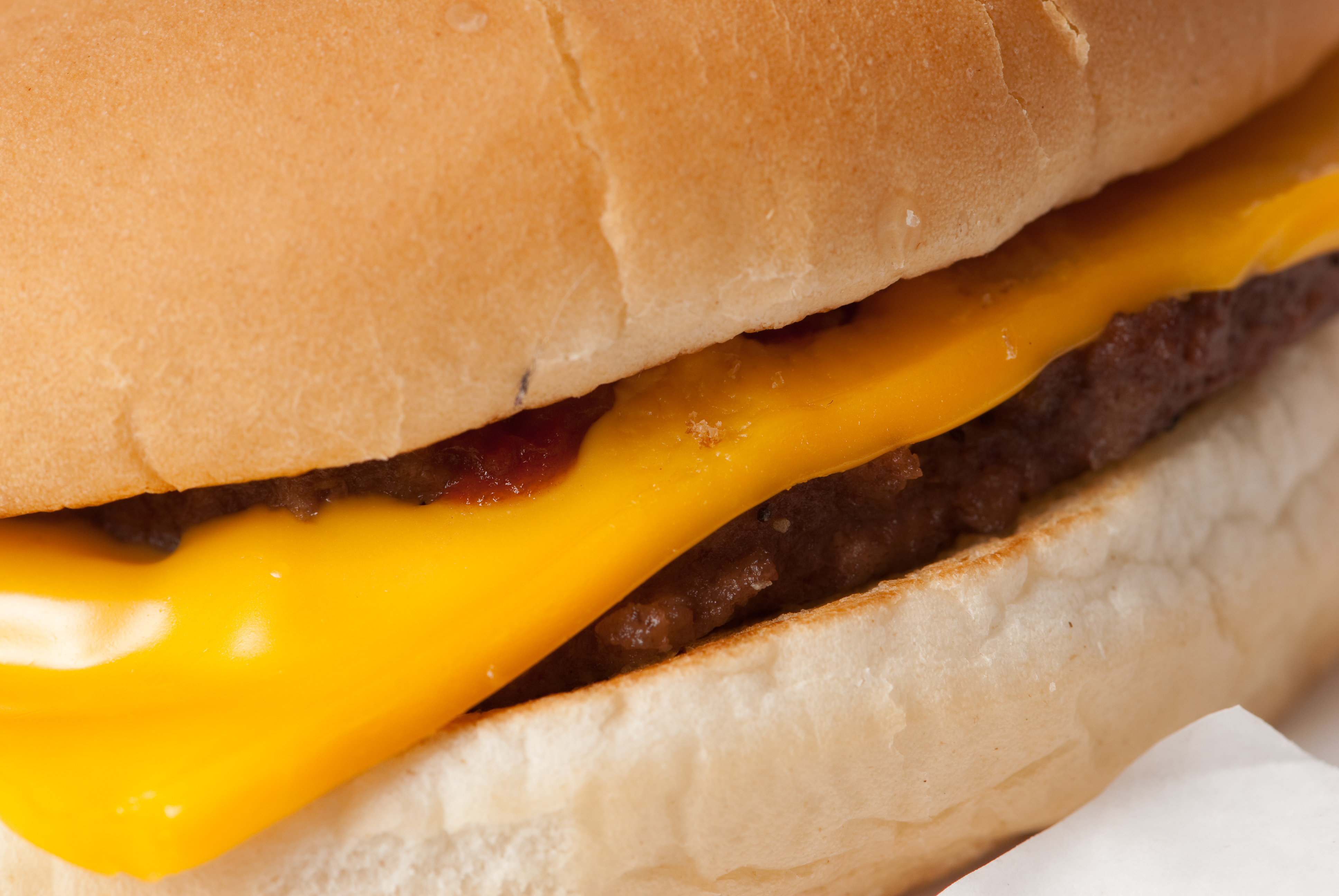
麥當勞的起司堡近照，可以看見其上融化的美國乾酪（American cheese）。
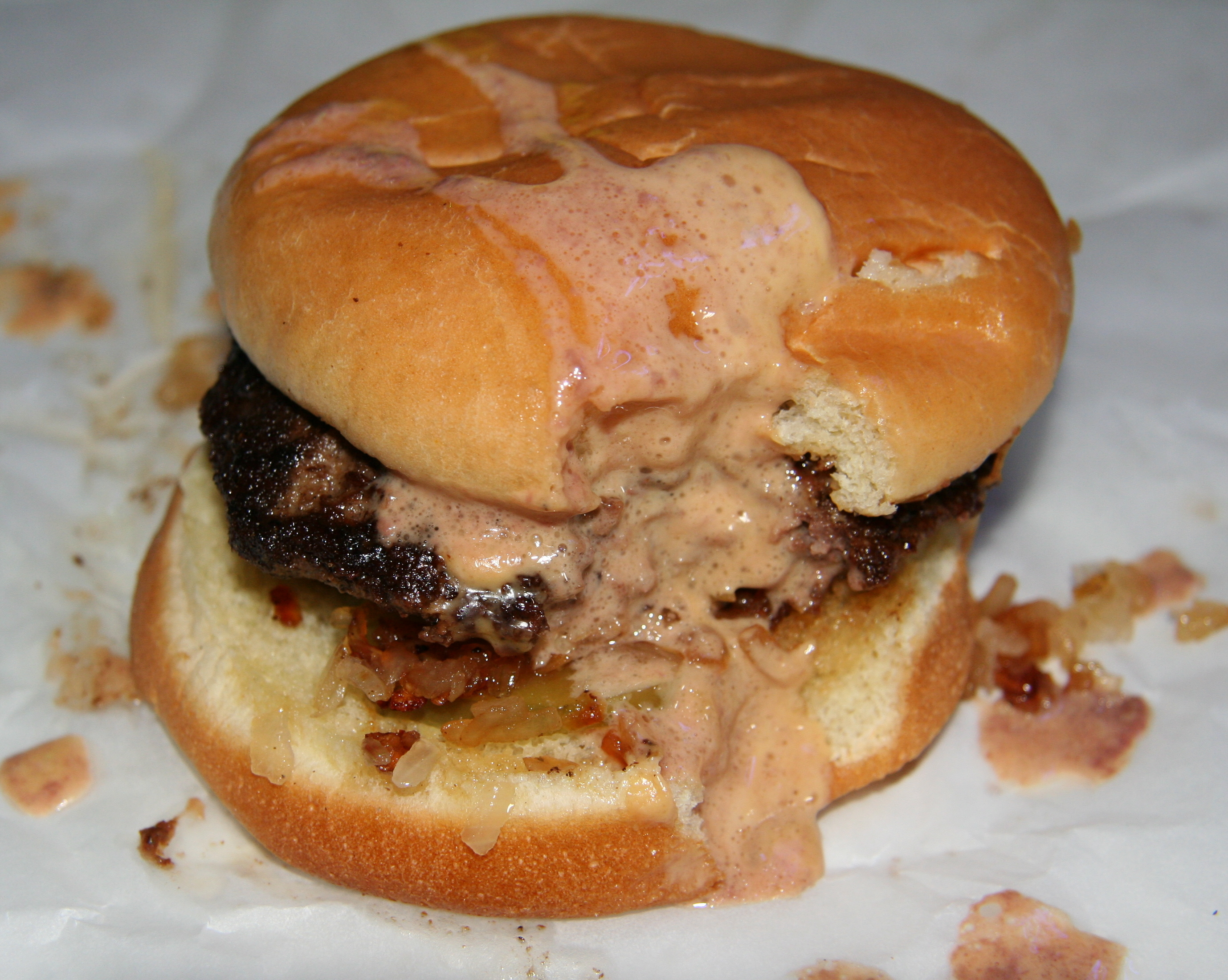
一家於明尼蘇達州明尼亞波利斯的餐廳所推出的起司流心漢堡。
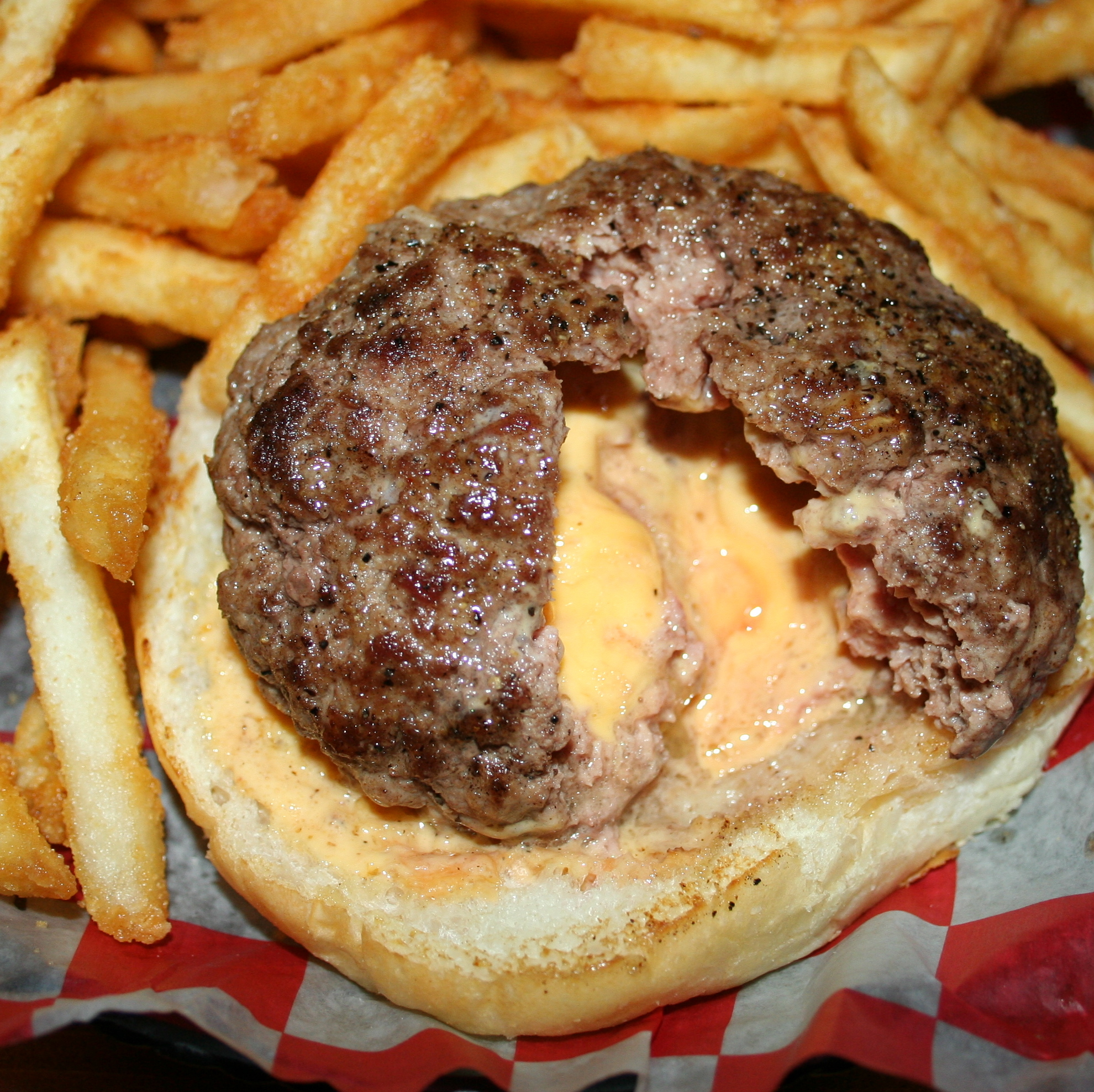
一家於明尼蘇達州羅徹斯特所販賣的起司流心漢堡，可以看見在將漢堡排切開後流出大量融化的加工乾酪（Processed cheese）。

## 外部連結
- （英文） San Gabriel Valley Tribune
- （德文） Cheeseburger
- （阿拉伯文） طريقة عمل تشيز برغر